# 음력 6월 29일
음력 6월 29일은 음력 6월의 29번째 날이다.

## 사건
- 1961년 - 한국 표준시가 동경 135도로 변경되면서 30분 앞당겨짐. (오전 0시가 0시 30분으로 조정됨.)

## 문화
- 1966년 - 동양방송, 서울FM을 동양FM으로 변경.
- 2001년 - 대한민국 전라북도에서 JTV 매직FM 개국.
- 2012년 - 대한민국 울산광역시에서의 지상파 아날로그 방송 종료.

## 탄생
- 1903년 - 대한민국의 문학평론가 김기진.
- 1973년 - 대한민국의 야구 선수 박찬호.

## 사망
- 1955년 - 대한제국의 황족 의친왕.

## 같이 보기
- 음력 360일: 1월 2월 3월 4월 5월 6월 7월 8월 9월 10월 11월 12월
- 전날:6월 28일 다음날:6월 30일 - 전달:5월 29일 다음달:7월 29일
- 양력:6월 29일
- 음력, 윤달